# Йорг Сірлін старший

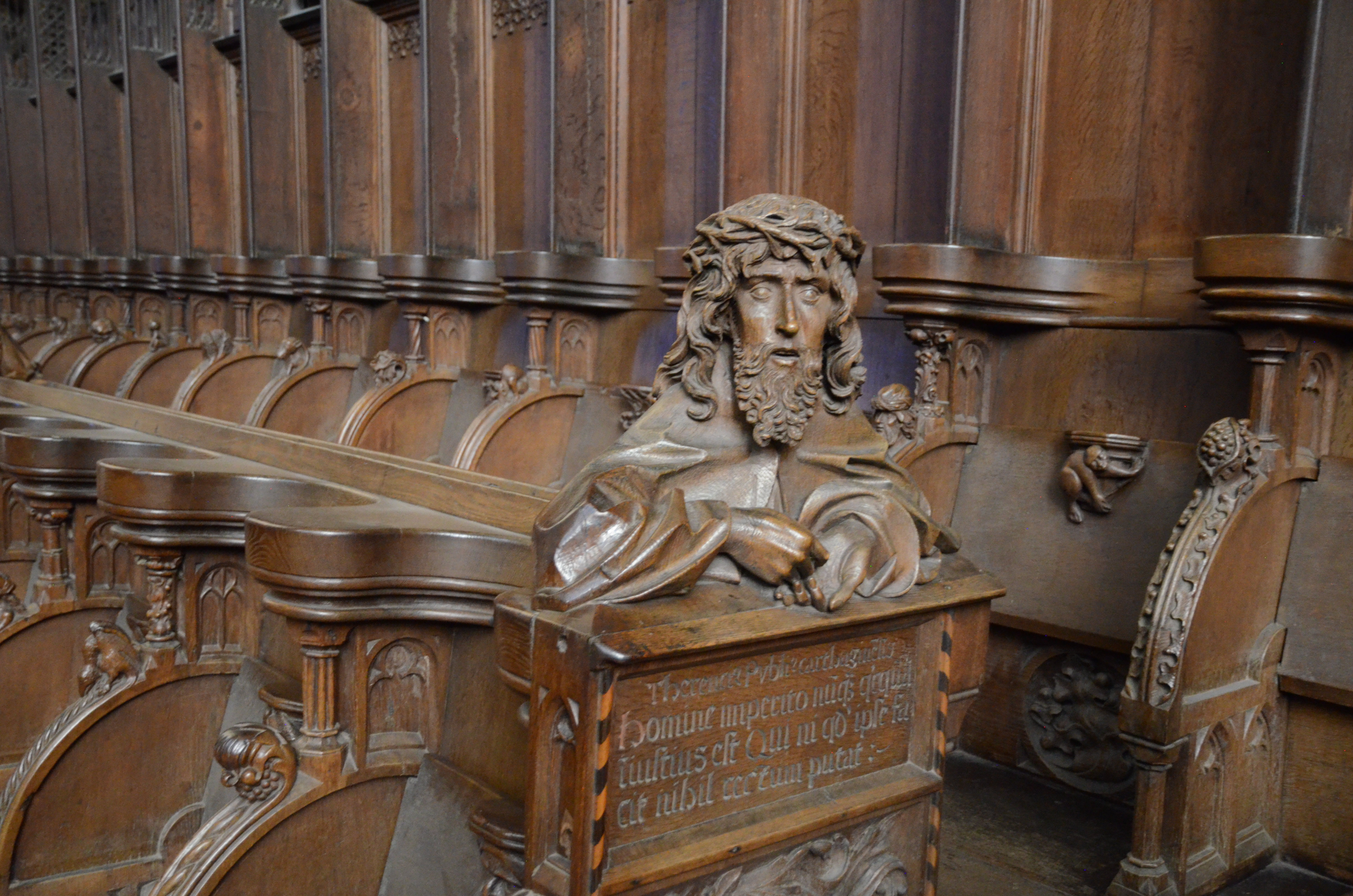
Фрагмент скульптурного оздоблення сидіння хору в Ульмському соборі (дерево, 1469)

Йорг Сірлін старший (Сюрлін) (нім. Jörg Syrlin der Ältere; бл. 1425, Ульм — бл. 1491, Ульм) — німецький скульптор і різьбяр перехідного періоду між пізньою готикою і раннім Відродженням.
Працював в Ульмі, де вперше згадується у 1449 році, коли він очолював майстерню. После смерті його справу продовжив син — Йорг Сірлін молодший (бл. 1455—після 1523).
Головним твором Сірліна старшого та його майстерні вважається скульптурно-декоративне оформлення із різьбленого дерева для Ульмського собору, над яким працював впродовж 1468—1480 років. Це головний вівтар, який не зберігся (1473—1480), потрійне крісло єпископа у західному боці хорів (1468) та ряди крісел, що розташовані вздовж південної та північної стін хорів (1469—1474).
Його творам та творам, виконаних у майстерні Сірліна, притаманні риси пізньої готики, що поєднуються із прагненням до індивідуалізації людського характеру і образу.